# Красное Приволье
Красное Приволье — опустевший поселок в Унечском районе Брянской области в составе Березинского сельского поселения.

## География
Находится в центральной части Брянской области на расстоянии приблизительно 7 км на юг-юго-восток по прямой от районного центра города Унеча.

## История
Известен с 1920-х годов. На карте 1941 года отмечен как поселение с 19 дворами. По состоянию на 2020 год поселок опустел.

## Население
Численность населения: 102 человека (1926 год), 60 (1979), 11 человек (русские 100 %) в 2002 году, 3 в 2010.